# Baseball na Letnich Igrzyskach Olimpijskich 1988
Wyniki turnieju baseballowego rozegranego podczas Letnich IO w Seulu. Baseball był sportem pokazowym na tych igrzyskach.

## Zestawienie końcowe drużyn
- 1. Stany Zjednoczone
- 2. Japonia
- 3. Portoryko
- 4. Korea Południowa
- 5. Holandia
- 6. Australia
- 7. Kanada
- 8. Chińskie Tajpej

## Tabela końcowa
| Lp. | Państwo           |
| --- | ----------------- |
| 1   | Stany Zjednoczone |
| 2   | Japonia           |
| 3   | Portoryko         |